# Дергачов Олег Вікторович
Дергачо́в Олег Вікторович (нар. 18 липня 1961, Ростов-на-Дону) — живописець, графік і скульптор.

## Життєпис
Олег народився 1961 року в Ростові-на-Дону, навчався у Державному вищому художньому училищі в Росії 1978 року. З 1979 по 1984 рік навчався у Державній українській академії мистецтв в Україні. 2012 року відкрив галерею Licorne та був вчителем карикатури, просунутої анатомії, аналітичного креслення, живого малюнка та скульптури у власній студії.
В Олега є знаменита скульптура Пам'ятник усмішці у Львові біля кафе Дзига, на вул Вірменський. Коротке професійне CV
З 2019 року власник галереї Licorne в Ангулемі(Франція)
З 2014 року — викладач мистецтва програми EDP, школа Willingdon, Монреаль
З 2012 року — власник галереї Licorne в Монреалі, Канада.
З 2013 року — вчитель карикатури, просунутої анатомії, аналітичного креслення, живого малюнка і скульптури у власній студії Licorne в Вестмаунте
З 2012 року — професор кафедри просунутої анатомії, фентезійного креслення, аналітичного креслення, скульптури і композиції в SYN Studio, Монреаль
2006—2008 — Інструктор з анатомії і мультиплікації для анімації в Школі анімації Макса Матта, Торонто

## Освіта
1999—2000 — приватні тренінги по скульптурі з Анджеєм Струмілло (Польща)
1997—1999 — приватні тренінги зі скульптором Вальтером Каун (Німеччина)
1984—1989 — індивідуальні заняття з художником і професором мистецтв Юрієм Чарим
1979—1984 рр. — Львівська Державна українська академія мистецтв, Україна. Диплом магістра
1970—1978 рр. — Державний вищий художнє училище, Росія. сертифікат

## Діяльність
Роботи Олега Дергачова були придбані в наступних державних колекціях і музеях: Бельгія: Колекція Центру Франса Масереля; Фламандська міністерство культури; Мистецький центр «Hof ten Doeyer» — Галерея «Tres» Кортрій; Університетська бібліотека УФСІА, Європейський центр карикатур, Круішутем.
Канада: Avmor Collection, Монреаль, Університет Західного Онтаріо; Мидлсекс Коледж і міський музей Мистецтва та Історії, Лондон, Онтаріо, Музей метр і ремісників в Квебеку, Канада, художня галерея Licorne, Вестмаунт
Куба — Музей Делі Гумору, Сан-Антоніо-дель-Баніо
Франція: Mediotheek of the Bobur, Національний центр культури і мистецтва Жоржа Помпіду, Париж;
Німеччина: Лірик Кабінетт, Мюнхен; Kunstverein Oerlinghausen; Музей хутра Monchehaus Moderne Kunst, Гослар; Герцог Август — Бібліотека в Вольфенбюттеле
Великобританія: Музей Вікторії і Альберта; Національна художня бібліотека, Національна британська бібліотека, Лондон
Голландія: Галерея Speijer & Vogtschmidt, Амстердам; Agaath & Jos Wan Waterschoot Collection
Іран: Тегеранський музей сучасного мистецтва, Тегеран
Італія: Державний музей гумору в мистецтві, Толентино, Фоліньо, Фано; Державний міський музей Падуї
Польща: Державний національний музей у Варшаві; Арт-центр в Легниці; Колекції BWA в Перемишлі та Лодзі; Музей мультиплікаційного мистецтва, Варшава
Росія: Державна Третьяковська Галерея, Москва; Музей образотворчих мистецтв ім. Олександра Пушкіна, Москва; Національна російська бібліотека, Москва; Державна російська бібліотека, Санкт-Петербург; Державний Російський музей, Санкт-Петербург; Державний музей Анни Акчматовой, Санкт-Петербург; Міністерство культури, Москва; Калінінградська художня галерея, Monaco Art Club, Санкт-Петербург
Іспанія: Художній фонд ADOGI, Барселона
Швейцарія: Музей мультиплікаційного мистецтва, Базель
Туреччина: Асоціація карикатуристів, Стамбул; Музей мультфільмів, Стамбул; Фонд Айдин Догана, Хуррієт, Анкара
Україна: Міністерство культури, Київ; Львівська державна художня галерея; Державний музей книжкового мистецтва в Києві; Фонд Гатамелата в Києві і Дзига Арт Центр у Львові
США: AG Modern Art, Бродвей, Нью-Йорк, колекція Джона Стрічка, (Пенсільванія), Державний університет Огайо, Бібліотека наукових досліджень, Колумбус Сіті; Колекція рідкісних книг Коледжу Ріда, Портленд (Орегон); Графічний центр Гордон і Вівіан гілку, Портленд (Орегон)

### Навчальна діяльність
Олег має понад 25 років професійного викладацького досвіду в кращих коледжах Канади. Ось перелік основних дисциплін, якими він керує,
– Створення персонажів
– Фантастичний пейзаж
– Традиційне моделювання (скульптура)
– Композиція
– Пластична анатомія
– Акварель
– Карикатура
– Класична анімація
– Аналітичне креслення
На даний момент автор готує студентів у Франції до вступу до престижних мистецьких шкіл у Торонто та Монреалі, таких як Syn Studio і школа анімації Max-Matt.
Має більше 120 персональних виставок.

### Запрошений лектор
2015 — Комікс Форум, Конфуція Академія в Гаян, Китай 2015
2011 — Форум анімації та комп'ютерних ігор, Чанчунь, коледж Цзілінь, Китай
2005—2006 — Фонд Ромуальдо Дель Б'янко, Флоренція, Італія
2004 — Академія дизайну, Львів, Україна
2001 — Державний університет, Прешов, Словаччина
2000 — Університет Західного Онтаріо (ON), Канада
1997 — Reed College, Портленд (Орегон), США

## Роботи

### Живопис
Автор має великий досвід традиційного реалістичного живопису.
У картинах Дергачова панують фантастичні пейзажі та простір, наповнений барвами та світлом.
Небо у всьому різноманітті відтінків як символ глибини, польоту та мрії.
Він майстерно володіє всіма техніками малювання, такими як акварель, полотно, олія, акрил. Його картини експонуються в Бельгії поряд з картинами Джеймса Енсора, Вільяма Де Конінка, Сальвадора Далі та інших відомих майстрів.

### Скульптура
У галереї є велика колекція бронз, створених Дергачовим за останні 25 років, яка включає понад 100 скульптур. Однак більшість його бронз були придбані музеями та приватними колекціями Європи, Азії та Америки.
Бронзи Олега представлені в постійній виставці Галереї сучасного мистецтва А. Герцмана на Бродвеї в Нью-Йорку.
Головними сюжетами його скульптур є сюрреалістичні персонажі — люди та тварини, що живуть у дивному світі легенд та міфів.

### Гравюри
Витончені гравюри автора різко контрастують із його бронзовими скульптурами
Олег 30 років займається технікою класичного гравірування. У той же час він майстерно володіє всіма графічними техніками — лінограмою, монотипом, сухою голкою, серіграфією та літографією. Він розвиває традиції Рембрандта і Дюрера у своїх фантастичних композиціях.